# Ni Wen-ya
Ni Wen-ya (chiń. trad. 倪文亞; pinyin Ní Wényà; ur. 2 marca 1905 w Luoqing w prow. Zhejiang, zm. 3 czerwca 2006 w Tajpej) – tajwański polityk.
Ukończył studia na Columbia University. W 1947 roku wybrany deputowanym do Yuanu Ustawodawczego z ojczystej prowincji Zhejiang.
Działacz Kuomintangu, w latach 1972–1988 pełnił funkcję przewodniczącego Yuanu Ustawodawczego. Organ ten, obecnie spełniający rolę parlamentu, do lat 90. XX wieku składał się w większości z członków dożywotnich i pracował nad przygotowaniem ustaw przedkładanych Zgromadzeniu Narodowemu.